# Vergnügte Pleißenstadt, BWV 216
Vergnügte Pleissenstadt, BWV 216 (Agradable ciutat del Pleisse) és una cantata profana de Johann Sebastian Bach de noces, estrenada a Leipzig el 5 de febrer de 1728.

## Origen i context
El text és de Picander in està dedicada a la festa de celebració del casament de Johann Heinrich Wolff, pròsper comerciant, i Susanna Regina Hempe. Narra el diàleg entre dos personatges, de fet dos rius, el Neisse (soprano) i el Pleisse (contralt). D'aquesta cantata només se'n conserva el text i les parts dels dos solistes. Constava de set números, l'ària de soprano del tercer i el duet del setè, eren paròdies del vuitè moviment de la BWV 204 i del tretzè moviment de la BWV 205, respectivament. Els números 1, 3, 5 i 7, foren posteriorment parodiats en la BWV 216a, cantata dedicada al Consell municipal de Leipzig. Se n'ha fet una reconstrucció lliure i es disposa d'una gravació: J.S. Bach: Secular Cantatas BWV 216 & 208. Joshua Rofkin, Bach Concertino Osaka, Susanne Ryden, Marianne Beate Kielland. (Mainichi Classics), 2005.